# Nexttel
Nexttel (hay còn gọi là Viettel Cameroon), là công ty con có trụ sở tại Cameroon của công ty viễn thông Viettel Mobile của Việt Nam. Đây là nhà khai thác điện thoại di động thứ ba ở Cameroon, và là nhà khai thác đầu tiên triển khai công nghệ 3G tại quốc gia này.
Nexttel bắt đầu thực hiện các kế hoạch ở Cameroon kể từ tháng 9 năm 2014, hai năm sau khi nhận được giấy phép khai thác thị trường điện thoại di động ở Cameroon.
Số vốn 20.000.000 FCFA của Nexttel do Viettel Mobile sở hữu 51% và công ty Bestinver Cameroon (BestCam) do Baba Danpullo sở hữu 49%.
Năm 2016, Nexttel có 2.000.000 thuê bao và chiếm 4,66% thị phần, xếp sau MTN Cameroon (57,04%) và Orange Cameroon (36,83%).
Vào tháng 8 năm 2018, 4 năm sau khi gia nhập thị trường, Nexttel Cameroon hiện có 5 triệu thuê bao nhưng vẫn là nhà điều hành thứ ba sau MTN Cameroon và Orange Cameroon.